# Lövåsen, Katrineholm
Lövåsen är en stadsdel i nordöstra Katrineholm, sydväst om Lasstorp. Här finns bland annat ett vård-, demens- och korttidsboende vid namn Lövåsgården. 
I norra delen av Lövåsen ligger en expansiv handelsplats som under de senaste åren konkurrerat ut butikerna i centrum. Några av affärerna och restaurangerna som finns här är Willys, ICA Maxi, Dollarstore, Biltema, Mekonomen, Intersport, ÖoB, Rusta, Elgiganten och Burger King.  
Sedan tidigare står det klart att Jula och deras systerbutik Hööks ska slå upp portarna på Lövåsen. Även ST1 och butikskonceptet Ploq ska öppna på handelsområdet, liksom hamburgerkedjan Max. Därutöver har Karl Hedin Bygghandel aviserat att företaget ska etablera sig på Lövåsen, utmed Österleden.
Gratis parkering med P-skiva.  